# 小行星2794
小行星2794（2794 Kulik）是一颗围绕太阳公转的小行星。1978年8月8日，尼古拉·切爾尼赫在克里米亚发现了此天体。
該小行星以俄羅斯礦物學家列昂尼德·庫利克命名。
这颗小行星的绝对星等为76.23979等。